# Джонсон, Кэй
Кэтрин Таунсенд Джонсон (англ. Kay Johnson, 29 ноября 1904 – 17 ноября 1975) — американская актриса театра и кино.

## Юность
Джонсон родилась в Маунт-Верноне, штат Нью-Йорк. Её отцом был архитектор Томас Джонсон, который работал в фирме Кэсса Гильберта, архитектора нескольких примечательных зданий в Нью-Йорке, в том числе здания Вулворта, Нью-Йоркской таможни и многих библиотечных зданий. В юности она бросила семинарию, чтобы учиться в Американской академии драматических искусств.

## Карьера
Её профессиональный актёрский дебют состоялся в пьесе «Нищий на коне», затем она играла в R.U.R. в Чикаго. Она переехала в Калифорнию после игры в пьесе «Небольшая авария» в Провиденсе, штат Род-Айленд. Её сопровождал её будущий муж Джон Кромвелл, который работал режиссером в Голливуде.
Бродвейские работы Джонсон включали «Свободная душа» (1928), «Преступление» (1927), «Посторонним вход воспрещен» (1926), «Один из семьи» (1925), «Все одеты» (1925), «Утро после» (1925), «Нищий верхом» (1925) и «Иди на запад, молодой человек» (1923).
Джонсон подписала контракт с Сесилом Демиллом из Metro-Goldwyn-Mayer после представления «Серебряный шнур» в театре в Лос-Анджелесе, Калифорния. Пьеса была поставлена Симеоном Гестом из театра Фигероа. Её дебют в кино состоялся в фильме «Динамит» (1929) Джини Макферсон с участием Чарльза Бикфорда и Конрада Нагеля. Производство было отложено, пока Джонсон восстанавливалась после аппендэктомии.
Она снималась в «Корабле из Шанхая» (1930), «Этот безумный мир» (1930), «Малыш Билли» (1930), «Спойлеры» (1930) с Гэри Купером и Бетти Компсон, «Мадам Сатана»(1930), «Цветок страсти» (1930), «Американское безумие» (1932), «Тринадцать женщин» (1932), «Бремя страстей человеческих», «Джална» (1935) и «мистер Счастливчик» (1943).
Последнее появление Джонсон в кино состоялось в британском фильме 1954 года «Хиваро» (также известном как "Потерянное сокровище Амазонки").

## Личная жизнь
В октябре 1928 года Джонсон вышла замуж за актёра, режиссера и продюсера Джона Кромвелла. У пары было двое сыновей, один из которых — актёр Джеймс Кромвелл. Джонсон и Кромвелл развелись в июле 1946 года.

## Смерть
17 ноября 1975 года Джонсон умерла от сердечного приступа в своем доме в Уотерфорде, штат Коннектикут. 

## Фильмография
- Динамит (1929) ― Синтия
- Корабль из Шанхая (1930) ― Дороти
- Этот безумный мир (1930) ― Виктория
- Спойлеры (1930) ― Хелен
- Мадам Сатана (1930) — Анджела
- Малыш Билли (1930) ― Клер
- Цветок страсти (1930) ― Кетрин
- Единственный Грех (1931) — Кейт
- Шпион (1931) ― Анна
- Американское безумие (1932) ― миссис Филлис Диксон
- Тринадцать женщин (1932) ― Хелен
- Восемь девушек в лодке (1934) ― Ханна
- Этот мужчина мой (1934) ― Би
- Бремя страстей человеческих (1934) ― Нора
- Кульминация (1934) ― Ив
- Деревенская сказка (1935) ― Джанет
- Джална (1935) ― Элейн
- Белые знамена (1938) ― Марсия
- Настоящая слава (1939) ― Мейбл
- История Бенджамина Блэйка (1942) ― Хелена
- Мистер Счастливчик (1943) ― Мери
- Приключения Марка Твена (1944) ― Джейн
- Хиваро (1954) ― Умари